# Luke French (baseball)
Pour les articles homonymes, voir Luke French.
Lucas Stephen French (né le 13 septembre 1985 à Salina (Kansas, États-Unis) est un lanceur de relève gaucher qui évolue dans les Ligues majeures de baseball en 2009 et 2010.

## Carrière
Dès la fin de ses études secondaires à la Heritage High School de Littleton (Colorado), Luke French est drafté en juin 2004 par les Tigers de Détroit. Il passe cinq saisons en Ligues mineures avant de débuter en Ligue majeure le 15 mai 2009.
French est transféré chez les Mariners de Seattle le 31 juillet 2009. Il est échangé avec le jeune Mauricio Robles contre Jarrod Washburn. French rejoint ainsi son club de cœur.

## Statistiques
| Saison | Équipe  | G  | GS | CG | SHO | V | D  | SV | IP    | SO | ERA  |
| ------ | ------- | -- | -- | -- | --- | - | -- | -- | ----- | -- | ---- |
| 2009   | Détroit | 7  | 5  | 0  | 0   | 1 | 2  | 0  | 29.1  | 19 | 3,38 |
| 2009   | Seattle | 8  | 7  | 0  | 0   | 3 | 3  | 0  | 38.0  | 23 | 6,63 |
| 2010   | Seattle | 16 | 13 | 0  | 0   | 5 | 7  | 0  | 87.2  | 37 | 4,83 |
| Totaux | Totaux  | 31 | 25 | 0  | 0   | 9 | 12 | 0  | 155.0 | 79 | 4,99 |